# Bonaventura Maria Plaja i Tapis
Bonaventura Maria Plaja i Tapis fou un empresari i polític català. Nasqué a Ponce (Puerto Rico), però s'establí a Sant Sadurní d'Anoia. Es dedicà al comerç de vins o de taps de suro.
Llicenciat en lletres, el 1900 fundà la revista La Llumanera, propera al Partit Conservador, però finalment va ingressar a la Lliga Regionalista, amb la que fou diputat per Granollers a les eleccions generals espanyoles de 1905, 1910, 1914 i 1916. Establert a Barcelona, fou president de l'Ateneu Autonomista del Districte VI (1911) i regidor a l'ajuntament de Barcelona pel Partit Conservador en 1899 i per la Lliga en 1922. També fou diputat a la Diputació de Barcelona en 1907 per la Solidaritat Catalana.